# NortonLifeLock
Gen Digital Inc. (dal 1982 al 2019 Symantec Corporation, poi dal 2019 al 2022 NortonLifeLock Inc.) è un'azienda statunitense nata nel 1982, con sede a Mountain View e filiali in tutto il mondo, nota principalmente per la produzione di software destinato alla sicurezza informatica.
Nel 2019 Symantec ha annunciato di aver venduto i suoi asset di sicurezza aziendale, che includono il nome Symantec, a Broadcom, sussidiaria di Avago Technologies, per $ 10,7 miliardi in contanti. Symantec prende cosi il nome di NortonLifeLock.
Nel 2022 a seguito della fusione con Avast, assume il nome Gen Digital.

## Descrizione e storia
Symantec compete nell'industria degli antivirus con le maggiori aziende del settore. Acquisizioni di altre società (come p.e. Veritas ecc..) hanno però portato l'azienda a diversificare l'offerta in altri settori e ad occuparsi anche di prodotti per l'integrità dei dati, malfunzionamenti hardware e software ecc..
L'azienda produceva anche software per il partizionamento degli hard disk (PartitionMagic) e il backup dei dati (Norton Ghost o il Norton Save & Restore); i prodotti di punta dell'azienda restano comunque quelli destinati alla difesa da virus, worm e malware (con il Norton AntiVirus). Negli altri campi d'interesse, Symantec si rivolge prettamente al settore aziendale con soluzioni diversificate a seconda del tipo di attività dell'utente. Nel novembre 2007 è stato presentato Norton Smartphone Security, una suite di programmi di sicurezza per cellulari con sistema operativo Windows Mobile 5.0 e Symbian OS 9 5.0 (Serie 60).
Nel 2010 Symantec ha acquisito diversi protagonisti dell'ambito delle tecnologie di cifratura, integrità e autenticazione delle comunicazioni realizzate con il modello a chiave pubblica. Sul piano delle tecnologie ad architettura centralizzate, ovvero legate al Secure Sockets Layer e al suo successore Transport Layer Security, ha ottenuto da Verisign per 1,28 miliardi di dollari le autorità di certificazione Verisign Trust Seal e Verisign Identity Protection. Sul piano degli strumenti decentralizzati, cioè basati su OpenPGP,
Symantec ha acquistato la PGP Corporation proprietaria dei diritti dell'omonimo software che costituì la prima implementazione dello standard.
Nel febbraio 2015 Symantec è stata riconosciuta colpevole di due violazioni di brevetto, detenuti da "Intellectual Ventures Inc", e condannata a pagare 17 milioni di dollari a titolo di risarcimento danni.
Il 29 gennaio 2016 il business di gestione delle informazioni è stato scisso in Veritas Technologies e ceduto al Gruppo Carlyle.
Nel novembre 2019 la divisione Enterprise di Symantec (Symantec Enterprise Security Business) viene acquisita da Broadcom per circa 11 miliardi di dollari e l'azienda cambia nome in NortonLifeLock.
Il 10 agosto 2021 NortonLifeLock ha annunciato l’acquisizione di Avast Software ad un prezzo superiore agli 8 miliardi di dollari. A settembre 2022 avviene la fusione per incorporazione di Avast Software in NortonLifeLock, la quale assume il nome Gen Digital.

## Programmi
- Symantec Backup Exec
- Symantec NetBackup
- Symantec Endpoint Protection